# Thermocyclops inversus
Thermocyclops inversus – gatunek widłonoga z rodziny Cyclopidae. Nazwa naukowa tego gatunku skorupiaków została opublikowana w 1936 roku na podstawie prac naukowych niemieckiego zoologa Friedricha Kiefera. Gatunek ten został ujęty w Katalogu Życia.